# Elecciones estatales de San Luis Potosí de 1973
Las Elecciones estatales de San Luis Potosí de 1973 se llevó a cabo el domingo 1 de julio simultáneamente con las principales Elecciones federales y en ellas se renovaron los cargos en el estado de San Luis Potosí:
- Gobernador de San Luis Potosí Titular del Poder Ejecutivo del estado, electo para un período de seis años. El candidato electo fue Guillermo Fonseca Álvarez.
- 56 Ayuntamientos. Compuestos por un Presidente Municipal y regidores, electo para un período de tres años no reelegibles para un período inmediato.
- Diputados al Congreso del Estado. Electos por una mayoría de cada uno de los distritos electorales.

## Resultados electorales

### Gobernador
- Guillermo Fonseca Álvarez  Hecho

### Ayuntamientos

#### Ahualulco
- Gumersindo Mercado Mendoza  Hecho

#### Alaquines
- Pedro Rodarte Rodríguez  Hecho

#### Aquismón
- Alfonso Palazuelos Barrios  Hecho

#### Armadillo de los Infante
- Timoteo Tristán Saldaña  Hecho

#### Cárdenas
- José López Rubio  Hecho

#### Real de Catorce
- Delfino Sierra Espinoza  Hecho

#### Cedral
- Javier Martínez Duarte  Hecho

#### Cerritos
- Erasmo Galván C.  Hecho

#### Cerro de San Pedro
- J. Jesús Nava Loredo  Hecho

#### Ciudad del Maíz
- Nicolás Cedillo Monreal  Hecho

#### Ciudad Fernández
- José Guadalupe Sánchez Martínez  Hecho

#### Tancanhuitz de Santos
- Octavio Contreras Martell  Hecho

#### Ciudad Valles
- Leonardo Zúñiga Azuara  Hecho

#### Coxcatlán
- Agustín Melo Morales  Hecho

#### Charcas
- Juan Zúñiga Duque  Hecho

#### Ébano
- Isidro Trejo Martínez  Hecho

#### Guadalcázar
- Rodolfo Méndez Marcelino  Hecho

#### Huehuetlán
- Josefa Morales Martínez  Hecho

#### Lagunillas
- Isidro Olvera Pérez  Hecho

#### Matehuala
- Tomás Zaráte Sánchez  Hecho

#### Mexquitic de Carmona
- Manuel Lara Hernández  Hecho

#### Moctezuma
- Severiano Díaz Aguilar  Hecho

#### Rayón
- Eduardo Bravo Castillo

#### Río Verde
- Eduardo Ízar Robles  Hecho

#### Salinas de Hidalgo
- Alfonso Ruedas Ortiz  Hecho

#### San Antonio
- Jazmín Orta Sánchez  Hecho

#### San Ciro de Acosta (Pedro Montoya)
- Héctor Manuel Moreno Rivera  Hecho

#### San Luis Potosí
- Félix Dauajare Torres  Hecho

#### San Martín Chalchicuautla
- Salvador Olivares Rivera  Hecho

#### San Nicolás Tolentino
- Antonio Nieto Torres  Hecho

#### Santa Catarina
- Moisés Olvera Castillo  Hecho

#### Santa María del Río
- Arturo Faz Palacios  Hecho

#### Santo Domingo
- Adalberto Ortiz de la Rosa

#### San Vicente Tancuayalab
- José Luis Hatem Ramos  Hecho

#### Soledad Diez Gutiérrez
- Joel Tello Martínez  Hecho

#### Villa de Arista
Gerónimo Ortiz Leija

#### Axtla de Terrazas
- Sacrovir Morín Martínez  Hecho